# Sphaerochthonius variesetosus
Sphaerochthonius variesetosus är en kvalsterart som beskrevs av Sandór Mahunka 1997. Sphaerochthonius variesetosus ingår i släktet Sphaerochthonius och familjen Sphaerochthoniidae. Inga underarter finns listade i Catalogue of Life.